# Ауг, Юлия Артуровна
Ю́лия Артуровна А́уг (эст. Julia Aug, род. 8 июня 1970, Ленинград, РСФСР, СССР) — советская и российская актриса и режиссёр театра и кино, сценаристка и клипмейкер.

## Биография
Юлия Ауг родилась 8 июня 1970 года в Ленинграде, а детство и школьные годы провела в Нарве (Эстония). Дед Юлии, Оскар Янович Ауг, был эстонцем, также по линии отца имеет немецкие корни, а по линии матери — русские и еврейские. Оскар Янович Ауг, член большевистской партии с 1918 года, участвовал в создании  Эстляндской трудовой коммуны (советская республика, существовавшая в Нарве с 29 ноября 1918 года по 18 января 1919 года), после падения которой в 1919 году с семьёй переехал в Советскую Россию, в Петроград. В 1937 году  он был арестован и 27 января 1938 года расстрелян, последняя его должность — помощник директора завода № 185. Мать родом из Могилёва.
После окончания школы Юлия Ауг собиралась стать археологом, но парень, с которым она дружила в школе, отправился в 1986 году в Ленинград поступать в театральный институт. Девушка поехала его поддержать. Вузовская атмосфера настолько ей понравилась, что она тоже задумалась об актёрской карьере.
В 1987 году окончила среднюю школу № 1 в Нарве и отправилась в Ленинград, где поступила в ЛГИТМиК, в мастерскую Аркадия Иосифовича Кацмана, но по причине того, что много снималась в кино, была отчислена с третьего курса.
Затем поехала в Москву и продолжила учёбу в ГИТИСе, в мастерской Марка Захарова, но тогда она ещё не была готова к столичному ритму жизни.
Вернулась в ЛГИТМиК, но уже на курс Андрея Андреева, который был главным режиссёром ленинградского Театра юных зрителей имени А. А. Брянцева (ТЮЗа) и после окончания института практически всех своих студентов взял к себе в театр.
В 1993 году Ауг окончила Санкт-Петербургский государственный институт театра, музыки и кинематографии имени Н. К. Черкасова (СПбГИТМиК) (бывший ЛГИТМиК) и была принята в труппу ТЮЗа имени А. А. Брянцева, где прослужила десять лет, по 2004 год, сыграв восемь главных ролей: Софью в «Горе от ума», Русалку в пушкинской «Русалке», леди Макбет в «Макбете» и другие.
В 1994 году Юлия Ауг получила второе гражданство — эстонское, однако в 2011 году Эстония аннулировала её гражданство, так как Ауг не отказалась от гражданства России. На протяжении семи лет Юлия вела судебные тяжбы с Департаментом полиции и пограничной охраны Эстонии, однако в 2017 году была вынуждена прекратить борьбу.
В 2004 году с дочерью Полиной переехала из Санкт-Петербурга в Москву.
В 2007 году поступила на режиссёрский факультет Высших курсов сценаристов и режиссёров (ВКСР) в Москве (мастерская Ираклия Квирикадзе и Андрея Михайловича Добровольского). В 2010 году окончила с отличием заочное отделение режиссёрского факультета по специальности «Режиссура театра» Российской академии театрального искусства (РАТИ—ГИТИС) в Москве (мастерская Иосифа Райхельгауза).

«У меня наступил такой период, когда я поняла, что мне интереснее придумывать, чем быть инструментом в руках придумывающего. И не так часто встречаются режиссёры, которым ты доверяешь… А ещё появился режиссёр, который мне сказал: „А ты не думала, что могла бы быть режиссёром?“. Это был как раз Геннадий Тростянецкий. Я потом пришла и сказала ему „спасибо“».— Юлия Ауг. Таллин, 7 мая 2010 года.
В апреле 2022 года было отменено несколько спектаклей с участием актрисы в московских театрах. Позже стало известно, что актриса с дочерью Полиной вернулись в Эстонию. Их регистрация в городе Москве была прекращена по решению суда.
В Эстонии Ауг ставит спектакли, в Эстонском драматическом театре и театральном центре Vaba Lava в Нарве.

## Общественная позиция
В марте 2014 года подписала письмо «Мы с Вами!» «КиноСоюза» в поддержку украинского Евромайдана. В августе 2020 года поддержала протестные акции в Беларуси. В феврале 2022 выступила с осуждением российского вторжения на Украину.

## Творчество

### Работы в театре

#### Актриса

##### Театр юных зрителей имени А. А. Брянцева(Санкт-Петербург)
- 1993—2004 — восемь главных ролей
  - В том числе:
    - «Портрет» по одноимённой повести Н. В. Гоголя (режиссёр — Геннадий Тростянецкий) — пять ролей[6]

##### «Гоголь-центр» (Москва)
- 2013 — «Идиоты» Валерия Печейкина по мотивам фильма Ларса фон Триера (реж. Кирилл Серебренников) — госпожа власть
- 2013 — «Отморозки» по мотивам романа Захара Прилепина «Санькя» (реж. Кирилл Серебренников)
- 2014 — «(М)ученик» по пьесе Мариуса фон Майенбурга «Мученик» (реж. Кирилл Серебренников)

#### Режиссёр
- 2004 — 2009 — участие в фестивалях «Любимовка», «Новая драма», «Кино без плёнки» (режиссёр экспресс-показов)
- 2004 — Ангел часовых механизмов (по собственной пьесе, ТЮЗ имени Брянцева)[16]
- 2004 — Па-де-де (режиссёр-ассистент, по пьесе Татьяны Москвиной, Московский театр Школа Современной Пьесы, режиссёр-постановщик С. С. Говорухин)
- 2007 — 2008 — режиссёр-постановщик московского театра Школа современной пьесы
- 2009 — Любишь — не любишь? (Флорид Буляков, Дзержинский театр драмы)[17][18]
- 2009 — Карты, трупы, три кота (по пьесе «Месье Амедей» Алена Рейно-Фуртона, Государственный русский драматический театр имени Ф. М. Достоевского, город Семей, Казахстан)[19]
- 2010 — Фронтовичка (Анна Батурина, Государственный русский драматический театр им. Ф. М. Достоевского, город Семей, Казахстан) — в 2013 году спектакль отмечен на II Межрегиональном фестивале «Театральный АтомГрад» тремя призами: лучший режиссёр — Юлия Ауг; лучшая женская роль — Елена Дручинина; лучшая мужская роль второго плана — Александр Сухов[20][21].
- 2014 — Горькие слёзы Петры фон Кант (по одноимённому фильму Райнера Вернера Фассбиндера, ТЮЗ, Красноярск)[22]
- 2015 — Как я стал… (Ярослава Пулинович, Тобольский драматический театр имени П. П. Ершова)[23]
- 2016 — Эльза (по пьесе Ярославы Пулинович «Земля Эльзы», Театр на Таганке[24]
- 2018 — Злачные пажити (по рассказам Анны Старобинец «Злачные пажити» и «Паразит», Новосибирский государственный драматический театр «Старый Дом»[25])
- 2020 — Перемирие (пьеса Алексея Куралеха, Театр на Литейном, Санкт-Петербург[26])
- 2022 — Нарва — город, который мы потеряли (документальный спектакль, Vaba Lava, Таллинн — Нарва)[27]

### Фильмография

#### Актриса
- 1989 — Похищение чародея — Анна Мазуркевич / княжна Магдалена
- 1990 — Закат — Маруся
- 1992 — Искупительная жертва — великая княжна Мария
- 1993 — Заговор скурлатаев — Антония
- 1993 — Конь белый — великая княжна Мария Николаевна
- 1993 — Проклятие Дюран — Елена
- 1995 — Полубог (короткометражный) — Юрьева, начинающая актриса
- 2000 — Улицы разбитых фонарей 3 — Марина, психолог службы телефона доверия
- 2003 — Женский роман — Мирдза
- 2003 — Спецназ (серия № 7) — Елена Безрукова, жена командира спецназа
- 2005 — Мастер и Маргарита — женщина в душе
- 2005 — Не хлебом единым — Титова
- 2007 — Враги — Наталья
- 2010 — Овсянки — Таня Козлова (Овсянкина), жена директора ЦБК Козлова
- 2011 — Костоправ — Полина Юрьевна Сташевская
- 2011 — Собиратель пуль — мать
- 2012 — Дед Мороз всегда звонит трижды — Надя, жена Василия
- 2012 — Новогодний полустанок (короткометражный) — дежурная
- 2012 — Кто, если не я? — Елена
- 2012 — Небесные жёны луговых мари — Орапти
- 2013 — Интимные места — Людмила Петровна
- 2013 — Новый старый дом — мать Юры
- 2013 — Ладога — Елена Кулясова
- 2013 — Земский доктор. Возвращение — Антонина Маслова
- 2013 — Роковое наследство — Катрин
- 2014 — С чего начинается Родина — Лариса Карпенко
- 2014 — Екатерина — императрица Елизавета Петровна
- 2014 — Порок сердца  (короткометражка) — врач
- 2014 — Валить нельзя остаться  (короткометражка) — Ольга
- 2014 — Верю не верю — Катя
- 2015 — Весь этот джем — Лидия
- 2015 — Нарушение правил — Эльвира Щербакова
- 2015 — Метод — глава города
- 2015 — Метаморфозис — Татьяна Витальевна
- 2015 — Рая знает — Лариса
- 2016 — Ученик — Инга Южина, мать Вениамина
- 2016 — Наше счастливое завтра — Анна Кленовская, мать Ольги
- 2016 — Садовое кольцо — Лариса
- 2016 — Хит
- 2016 — Прикосновение ветра — Юлия
- 2016 — Следователь Тихонов — Люба, жена подполковника Коляды
- 2016 — Нянька — Антонина
- 2017 — Дом фарфора — Татьяна, жена Лужина
- 2017 — Личность не установлена — Аня
- 2017 — Вурдалаки — мать Марики
- 2017 — Зорге — Анна Клаузен, шифровальщица Рихарда Зорге
- 2017 — Личное пространство — Лариса
- 2017 — Отличница — Паулина Мартыновна Иванёнок, полковник милиции
- 2017 — Рисунки дождём — воспитательница
- 2018 — Русский бес — Александра Степановна Трушкина
- 2018 — Товарищ ребёнок / Seltsimees laps — Людмила
- 2018 — Доктор Рихтер 2 — мать Уварова
- 2018 — Лето — Татьяна Иванова, директор питерского рок-клуба
- 2018 — Соседи — Татьяна Ширшикова
- 2018 — Посольство — Синицына, сотрудник пресс-службы посольства РФ
- 2018 — Бонус — мать Сони и Курта
- 2018 — На краю — Антонина Сергеевна, мать Кати
- 2018 — Хор — Капоклипикова, партийный работник
- 2018 — Доктор Преображенский — мать Игоря Зорина
- 2018 — Фагот — мать Максима
- 2019 — В кейптаунском порту — жена ветерана
- 2019 — Юморист — дама с книгой
- 2019 — Гадалка — Марта Шелковникова
- 2019 — Крепостная — Анна Львовна Червинская, помещица
- 2019 — Больше, чем любовь
- 2019 — Хандра — хозяйка квартиры
- 2019 — Русские горки — директор детского дома
- 2019 — Марафон желаний — тётя Люда
- 2020 — Доктор Лиза — Елена Александровна Завьялова, главврач
- 2020 — Семья — Анна
- 2020 — Проект «Анна Николаевна» — Татьяна, бывшая жена Галузо
- 2020 — Псих — Наденька, сиделка
- 2020 — Надежда — Полина Эдуардовна, психолог
- 2020 — Дорога домой — мама Лены
- 2020 — Любовь без размера — Татьяна Сергеевна, директор звезды
- 2020 — Пассажиры — Людмила, судья
- 2020 — Мёртвые души — Софья
- 2020 — Процесс — судья
- 2021 — Сдохнуть нужно, чтоб вы приехали — Анна
- 2021 — Петровы в гриппе — вахтёрша
- 2021 — Общага — Ботова
- 2021 — Ку-Ку — Любовь Павловна
- 2021 — Купе номер шесть — проводница
- 2021 — Иваново счастье — мама
- 2021 — Море волнуется раз — женщина
- 2021 — Контейнер — Валя
- 2021 — Настя, соберись! — Полина, мама Насти
- 2021 — Клиника счастья — Надежда
- 2021 — Жена Чайковского — сумасшедшая старуха
- 2021 — Отчаянная — мать Алисы
- 2022 — Закрыть гештальт — Марина Александровна, тёща Ярцева
- 2022 — Хочу замуж — Анна Юдина, мама Любы
- 2022 — Домой! — мать

#### Режиссёр
- 2009 — Варенье из сакуры

### Режиссёр видеоклипов
- 2012 — Звезда («25/17»)
- 2013 — Топоры («25/17»)
- 2013 — Русская идея (сайд-проект «Лёд 9» группы «25/17»)
- 2014 — Подорожник («25/17» при участии Дмитрия Ревякина)
- 2014 — Под цыганским солнцем («25/17»)
- 2014 — Горький туман («25/17»)
- 2014 — Волчонок («25/17»)
- 2014 — Облако («25/17»)
- 2014 — Последний из нас («25/17»)
- 2014 — Девятибалльно («25/17» при участии Константина Кинчева и Антона «Пуха» Павлова)
- 2014 — Отец («25/17»)
- 2015 — Под цыганским солнцем (акустическая версия, «25/17»)
- 2018 — Пьяная любовь (Дима Билан и Polina)

## Прочее
Принимала участие в первом российском веб-сериале «Права человека», выпущенном «Сахаровским центром» в 2017 году.
В 2017 году была членом жюри 3-го Московского еврейского кинофестиваля.

## Награды
Приз за лучшую женскую роль кинофестиваля «Балтийские дебюты» (2007) за роль Натальи в фильме «Враги» режиссёра-дебютанта Марии Можар и продюсера Алексея Учителя.
Приз «Лучший режиссёр» на II Межрегиональном фестивале «Театральный АтомГрад» (2013).
За роль Людмилы Петровны в фильме «Интимные места» Юлия Ауг получила приз за лучшую женскую роль XXIV Открытого Российского кинофестиваля «Кинотавр» в Сочи и премию «Белый слон» Гильдии киноведов и кинокритиков России за лучшую женскую роль второго плана. В 2014 году была номинирована на премию «Ника» за лучшую женскую роль.
В марте 2015 года была награждена призом Ассоциации продюсеров кино и телевидения в области телевизионного кино в категории «Лучшая актриса второго плана в телефильме/сериале» за роль императрицы Елизаветы I в телесериале «Екатерина».
В марте 2015 года стала лауреатом (приз «Хрустальная маска») фестиваля Красноярского края «Театральная весна — 2015» в номинации «Лучшая работа режиссёра в драматическом театре и театре кукол» за спектакль «Горькие слёзы Петры фон Кант» Красноярского театра юного зрителя.
В июне 2015 года победила в номинации «Лучшая актриса телевизионного фильма/сериала» (категория «Вечерний прайм» премии ТЭФИ 2015) за роль императрицы Елизаветы I в телесериале «Екатерина».
В ноябре 2015 года спектакль «Горькие слёзы Петры фон Кант», поставленный Юлией Ауг, был включён в LONG LIST премии «Золотая маска» (Самые заметные спектакли сезона 2014—2015 годов по мнению Экспертного совета премии).
В августе 2016 года награждена дипломом жюри XXIV фестиваля «Окно в Европу» за роль в экспериментальном документально-художественном фильме «Прикосновение ветра» режиссёров Ольги Веремеевой и Елены Демидовой. В марте 2017 года за роль в этом фильме Юлия Ауг награждена призом имени Александра Абдулова за лучшую женскую роль в российском дебютном фильме на фестивале «Дух огня» в Ханты-Мансийске.
В 2017 году получила премию «Ника» за лучшую женскую роль второго плана и была номинирована на премию «Золотой орёл» за свою работу в фильме режиссёра Кирилла Серебренникова «Ученик».

## Семья
Первым мужем Юлии был актёр Степан Золотухин. В браке родилась дочь Полина, которая также стала актрисой. Сам брак не был счастливым, Степан ушёл из семьи к подруге Юлии. Второй брак — с предпринимателем Андреем Скуловым. Скулов скончался в декабре 2015 года от сердечного приступа.